# Schwenckia heterantha
Schwenckia heterantha là loài thực vật có hoa trong họ Cà. Loài này được Carvalho miêu tả khoa học đầu tiên năm 1969.